# Clinophaena longiptera
Clinophaena longiptera är en tvåvingeart som först beskrevs av Nayar 1949.  Clinophaena longiptera ingår i släktet Clinophaena och familjen gallmyggor. Inga underarter finns listade i Catalogue of Life.